# هاشومیر

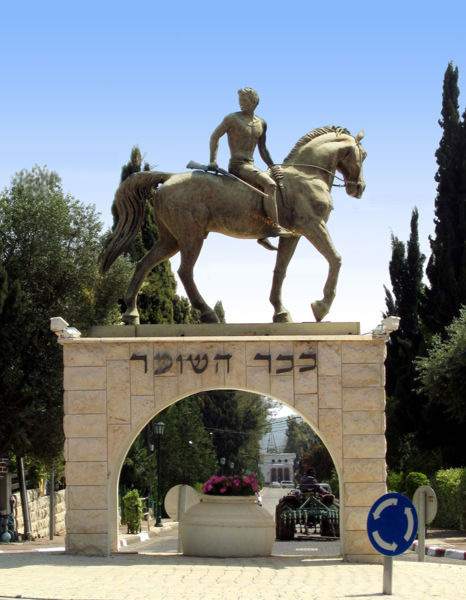

هاشومیر (کلمهٔ عبری השומר به معنای نگهبان) یک سازمان نظامی صهیونیستی است که در سال ۱۹۰۹ با هدف تأمین امنیت شهرک‌های یهودی‌نشین و حمایت از آن‌ها در فلسطین تشکیل شد.
در این سازمان افرادی چون یتسحاق تسفی، اسرائیل گلعادی، الکساندر زید و اسرائیل شوحط مسئولان این سازمان به‌شمار می‌آمدند. بیشتر اعضای این سازمان نظامی از حزب کار و از نخستین مهاجران روسی به اسرائیل هستند. با این وجود، هاشومیر با نظارت مستقیم حزب کار بر این سازمان مخالفت کرده‌است.